# General Lew Wallace Study
Gen. Lew Wallace Study, auch bekannt als Ben-Hur Museum, ist ein Bau in Crawfordsville, den Lew Wallace sich als Arbeitszimmer errichten ließ. Es wurde am 11. Mai 1976 zu einer National Historic Landmark erklärt und als Baudenkmal in das National Register of Historic Places aufgenommen. General Lew Wallace Study ist außerdem seit 1992 Contributing Property des Elston Grove Historic District. Das Bauwerk ist eng verbunden mit Wallace und dem von ihm geschriebenen Roman Ben-Hur: A Tale of the Christ und wurde von ihm selbst entworfen. Es bildet mit der anliegenden Remise die einzigen ehemals Wallace gehörenden Bauwerke, die sich ihre historische Integrität erhalten konnten.

## Geschichte
Lew Wallace diente im Sezessionskrieg in der Unionsarmee. Der nahm an den Schlachten von Fort Donelson, Shiloh und Monocacy teil und war Leiter der Operationen der Unionsarmee in Indiana, als im Juli 1863 der konföderierte General John Hunt Morgan während Morgan's Raid in den Bundesstaat eindrang. Nach dem Krieg war er Mitglied der Kommission, die nach Komplizen von John Wilkes Booth beim Attentat auf Abraham Lincoln fahndete und war am Kurzen Prozess beteiligt, der zur Exekution von Henry Wirz für die Tötung von Unionssoldaten im Gefangenenlager Andersonville führte. 1880 veröffentlichte er das Buch Ben-Hur: A Tale of the Christ, einen Roman, der zur Zeit Christi im Römischen Reich angesiedelt war; das Buch verkaufte sich zunächst schlecht, wurde aber schließlich zum Bestseller.
Man sagt Wallace nach, dass er das Arbeitszimmer errichtete, weil er einen Rückzugsraum für seine Seele wollte, der von der Welt und ihren Sorgen abgekoppelt war. Wallace starb auf seinem Anwesen am 15. Februar 1905.   Nach seinem Tod ermöglichten seine Erben die Besichtigung des Gebäudes. Die Stadt Crawfordsville wurde 1941 Eigentümer des Anwesens, nachdem es eine Bürgerinitiative käuflich erworben hat und der Stadt stiftete.
Die weiteren Bauwerke auf dem Grundstück wurden weitgehend geschleift, nur Speisezimmer, Wohnzimmer und die zentrale Halle blieben erhalten, als ein Ranchhaus im modernen Stil auf dem Grundstück entstand. Dieser Bau ist nicht beitragender Bestandteil der National-Historic-Landmark-Einstufung.
Nachdem die Stadt Eigentümer des Bauwerks wurde, wurde es als Ben-Hur Museum bekannt; der offizielle Name ist allerdings Lew Wallace Study & Museum. Viele der Bücher, die Wallace während seines Lebens erworben hatte, befinden sich noch in diesem Arbeitszimmer. Unter den Ausstellungsobjekten befinden sich Wallace' Militäruniformen, Musikinstrumente, eine von ihm entwickelte Angel und ein Porträtgemälde der Tochter eines türkischen Sultans, das Wallace 1885 erhielt.

## Architektur
Der Bau des Arbeitsraums dauerte drei Jahre, von 1895 bis 1898 und kostete damals 25.000–30.000 US-Dollar. Wallace gestaltete das eklektische Bauwerk mit Einflüssen durch Byzantinische, Griechische und romanische Baustile. Das Bauwerk ist einstöckig und aus granatfarbiger Backsteinen gemauerte. Es ist neun Meter hoch und besteht aus einem Haupttrakt sowie einem der halbkreisförmigen Flügel an der Rückseite. Dazu kommt ein 12 m hoher Turm mit kuppelförmigen Oberlicht. Das Kellergeschoss ist voll ausgebaut, der Bau steht auf einem Sockel aus Kalkstein. Drei Romane, die Wallace geschrieben hat, werden in dem Fries aufgegriffen, da Charaktere aus ihnen dargestellt sind.